# Rockstar (låt av Post Malone)
Rockstar (skrivet som rockstar) är en låt av den amerikanska sångaren och rapparen Post Malone. Låten är ett samarbete med rapparen 21 Savage och släpptes den 15 september 2017 som den första singeln från Malones andra studioalbum beerbongs & bentleys.
Låten är den sjätte mest streamade låten på Spotify och ligger en plats bakom Malone själv med hans låt Sunflower.

## Bakgrund
Malone premiärspelade låten via sin Twitter i december 2016, nio månader före dess officiella släpp.
Låtens originalversion läckte i december 2017. Versionen innehöll en lite annorlunda produktion samt verser av Joey Bada$$ och T-Pain istället för 21 Savage.